# زیست‌شناسی فمینیستی
زیست‌شناسی فمینیستی (انگلیسی: Feminist biology) رویکردی به زیست‌شناسی است که به تأثیر ارزش‌های جنسیتی، حذف تعصب جنسیتی و درک نقش کلی ارزش‌های اجتماعی در تحقیقات و عملکردهای زیست‌شناختی می‌پردازد. زیست‌شناسی فمینیستی توسط روث بلیر از دانشگاه ویسکانسین-مدیسن (که در سال ۱۹۸۴ اثر علم و جنسیت: نقد زیست‌شناسی و نظریه‌های آن در مورد زنان را نویسندگی کرد و الهام‌بخش کمک مالی دانشگاه برای زیست‌شناسی فمینیستی بود) تأسیس شد. هدف زیست‌شناسی فمینیستی ارتقای زیست‌شناسی با گنجاندن نقد فمینیستی در موضوعات مختلف از مکانیسم‌های زیست‌شناسی سلولی و انتخاب جنسیت تا ارزیابی معنای واژه‌هایی مانند «جنس» و «جنسیت» است. به‌طور کلی، این حوزه به فلسفه‌های پشت عمل بیولوژیکی و فمینیستی مربوط می‌شود. ملاحظات زیست‌شناسی فمینیستی را قابل بحث و تضاد با خود می‌سازد، به‌ویژه زمانی که به مسائل جبر زیستی مربوط می‌شود، که به موجب آن اصطلاحات جنسی زن و مرد ذاتاً محدودکننده هستند، یا پست‌مدرنیسم افراطی، که به موجب آن بدن بیشتر به‌عنوان یک ساختار اجتماعی در نظر گرفته می‌شود. با این حال، علی‌رغم نظریات از جبرگرا تا پست‌مدرن، زیست‌شناسان، فمینیست‌ها و زیست‌شناسان فمینیست با برچسب‌های مختلف ادعاهایی مبنی بر سودمندی استفاده از ایدئولوژی فمینیستی در عمل و رویه بیولوژیکی داشته‌اند.